# Aeroportul Yichun Lindu
Aeroportul Yichun Lindu (IATA: LDS, ICAO: ZYLD) este un aeroport din Yichun⁠(d), Heilongjiang, Republica Populară Chineză ce deservește zona Yichun⁠(d). Aeroportul a fost tranzitat în 2022 de 100.491 de pasageri. A fost numit după zona deservită.
Situat la o altitudine de 241 m, aeroportul dispune de o singură pistă.